# Grotte de Venta Laperra
La grotte de Venta de Laperra est une grotte ornée située dans la commune de Karrantza, dans la province de Biscaye, dans la communauté autonome du Pays basque, en Espagne,. Elle abrite des gravures pariétales représentant notamment quatre bisons et un ours, datées d'environ 25 000 ans avant le présent (AP), entre le Gravettien récent et le Solutréen ancien.

## Historique
La grotte de Venta de Laperra a livré en 1904 la première découverte d'art pariétal faite au Pays Basque : une figure située juste à l'entrée de la grotte. Deux ans plus tard, Henri Breuil découvre quatre autres figures : trois bisons sans tête, un doigt complet, un bovidé indistinct et une séquence de lignes.

## Art pariétal
Les figures sont gravées profondément dans la paroi. Par exception à l'usage dans l'art pariétal du Paléolithique supérieur, elles sont situées à l'entrée de la grotte et sont visibles à la lumière du soleil.